# Punta Pigeon
La Punta Pigeon (en inglés: Pigeon Point) También conocida como Pigeon Point Heritage Park (PPHP) y, a menudo se la considera la playa "más hermosa" de Tobago. Además, alberga el famoso malecón con techo de paja, que se ha convertido en una firma reconocida internacionalmente de Tobago. El complejo incluye una larga playa de arena blanca con aguas cálidas color turquesa. Hay excelentes instalaciones de playa como baños, duchas y alquiler de sillas de playa, así como bares y un restaurante. Entre otras instalaciones turísticas, se encuentran tiendas de recuerdos y para la práctica de deportes acuáticos.
Por desgracia, la península ha sido objeto de gran controversia en los últimos años después de que la propiedad fue comprada por el Dr. Anthony Sabga, fundador y presidente del conglomerado Ansa McAl sede en Trinidad.
A principios de 2005 el gobierno se comprometió a comprar la propiedad, mediante orden de expropiación forzosa si fuera necesario. A finales de 2005, por fin se llegó a un acuerdo y la península pasó a ser propiedad de la Asamblea de Tobago, por un costo de 106 millones de dólares de Trinidad y Tobago.
El Dr. Sabga había dedicado una cantidad considerable de tiempo y energía personal a convertir la propiedad en parte del patrimonio de la isla, y los sistemas y prácticas que había establecido todavía los practica hoy la Asamblea de Tobago, que ahora mantiene la propiedad.
La idea de cobrar una entrada por acceder a las instalaciones de Punta Pigeon generó una gran controversia, pero se estableció que habría que pagar 20 dólares trinitenses por persona (los niños de 6 a 12 años pagarían la mitad del precio y los menores de seis años entrarían gratis).